# Trioxid de arsen
Trioxidul de arsen este un compus anorganic cu formula As2O3. Este un compus important al arsenului din punct de vedere comercial și este principalul precursor pentru alți compuși de arsen, incluzând compuși organo-arsenici. Aproximativ 50 000 de tone sunt produse în fiecare an.  Utilizările sale sunt controversate, deoarece toxicitatea compușilor de arsen este ridicată.

## Denumiri alternative
Arsenic este o denumire frecvent folosită pentru trioxidul de arsen  sau anhidrida arsenioasă. Este cunoscut și sub denumirile populare alternative de șar, săricica, șoricioaică, șoriceasă. (În prezent termenul este rar folosit în limba română pentru a denumi elementul chimic arsen.)

## Istoric
Arsenicul este cunoscut din antichitate. În Roma antică era folosit ca depilator pentru îndepărtarea părului de pe organele genitale.
Arsenicul a intrat în istorie ca otravă folosită în scop criminal. Celebra familie Borgia folosea această otravă pentru înlăturarea adversarilor politici. Ei au elaborat chiar o metodă eficientă de otrăvire indirectă, prin introducerea de arsenic timp de câteva luni în stomacul unui porc, care era ulterior sacrificat, carnea sa devenind otrăvitoare pentru cei care o consumau. Amănunte despre această metodă nu sunt cunoscute nici în prezent. În limba latină folosirea toxicului pentru eliminarea adversarilor fără vărsare de sânge era numită coniuratio pulveraria.
O otrăvire de acest gen a fost folosită în anul 1590 contra prințului Jakob III (Baden-Hachberg). Crima nu a putut fi dovedită timp de secole, pentru că în secolul XVI nu existau metode de depistare a otrăvirii cu arsenic (toxicul nu putea fi depistat la cadavru, când nu era folosit în doze masive). Arsenicul a continuat să fie folosit în scop criminal până în prima jumătate a secolului XIX. După anul 1832, când chimistul englez James Marsh a descoperit prima metodă de depistare a arsenicului, numărul acestor otrăviri criminale a scăzut considerabil.
Proprietățile toxice ale arsenicului au fost folosite în decursul istoriei și în scopuri militare. Astfel, în Evul Mediu se folosea fumul toxic produs prin arderea arsenicului. Izvoare istorice de la începutul secolului XV menționează fabricarea unor ghiulele în componența cărora intra și oxidul de arsen. Într-un Manual de artificii din a doua jumătate a secolului XV, editat la Berlin, sunt descrise grenade de mână cu arsenic și alte proiectile cu emisie de gaze și vapori toxici.

## Obținere și răspândire
Trioxidul de arsen poate fi obținut în urma procesării obișnuite a compușilor de arsen, incluzând oxidarea (arderea) arsenului și mineralelor conținătoare de arsen în prezența aerului. Un bun exemplu este arderea auripigmentului, un zăcământ tipic de sulfură de arsen: 
{\displaystyle \mathrm {AS_{2}S_{3}\ +9\ O_{2}\longrightarrow 2\ AS_{2}O_{3}+6\ SO_{2}} }
Însă, majoritatea oxizilor de arsen sunt obținuți ca produse secundare în timpul procesării altor minereuri. De exemplu, arsenopirita, care este o impuritate în minerurile de aur și cupru, formează trioxidul de arsen în urma încălzirii în aer. Procesarea acestor minerale este periculoasă și a dat naștere la diverite cazuri de otrăvire.  Doar în China minereurile de arsen sunt minate intenționat. 
În laborator, oxidul poate fi preparat prin hidroliza triclorurii de arsen: 
{\displaystyle \mathrm {2\ AsCl_{3}+3\ H_{2}O\longrightarrow As_{2}O_{3}+6\ HCl} }
As2O3 se găsește în natură sub forma a două minerale, arsenolit (cubic) și claudetit (monoclinic). Ambele sunt minerale secundare relativ rare, găsite în zonele de oxidare a depozitelor bogate în arsen.
- Prăjirea mineralelor de arsenit (metodă industrială). Această metodă de oxidare este exemplificată prin reacția de mai jos, cu aplicabilitate în cazul minereurilor ce conțin sulfură dublă de fier și arsen:

{\displaystyle \mathrm {2\ FeAsS+5\ O_{2}\rightarrow Fe_{2}O_{3}+2\ SO_{2}+As_{2}O_{3}} }

## Proprietăți fizice
Arsenicul se prezintă ca o pulbere fină de culoare albă cu miros specific de usturoi.

## Proprietăți chimice
Trioxidul de arsen este un oxid puternic amfoter care demonstrează caracterul său preponderent acid (anhidrida arsenioasă). Reacționează rapid în soluții alcaline, formând arseniți. Reactivitatea față de acizi este scăzută, dar reacționează cu acid clorhidric, rezultând triclorură de arsen sau săruri înrudite. Reacționează puternic cu agenții oxidativi ca ozonul, peroxidul de hidrogen (apa oxigenată) și acidul azotic, formând pentoxid de arsen, As2O5. Reacția cu apa oxigenată poate fi explozivă. Este redus rapid la arsen, și se poate forma de asemenea și hidrogen arsenios - AsH3 (arsină).

## Utilizare actuală

### Aplicații industriale
- Materie primă pentru fabricarea pesticidelor pe bază de arsen (arsenit de sodiu, arsenat de sodiu, cacodilat de sodiu).
- Materie primă pentru fabricarea unor medicamente de uz uman și veterinar (Neosalvarsan).
- Agent de decolorare pentru sticlă și emailuri.
- Agent de conservare a lemnului.
- Materie primă pentru producerea arsenului elemental, a aliajelor de arsen și semiconductorilor din arsenit.

### Aplicații medicale
Arsenicul (trioxidul de arsen), sub denumirea comercială de Trisenox, este un citostatic folosit în tratamentul unor forme refractare de leucemie, cum este leucemia acută mieloidă - subtipul promielocitic M3, care nu răspund la chimioterapia de primă intenție. Este un chimioterapic cu acțiune incomplet elucidată: se presupune că trisulfitul de arsen induce intensificarea apoptozei celulelor tumorale, iar cercetări recente au identificat enzima tioredoxin reductază drept țintă a trioxidului de arsen. Din cauza toxicității sale, folosirea medicamentului prezintă mari riscuri.
Se află pe lista medicamentelor esențiale ale Organizației Mondiale a Sănătății.

### Reglementări legale de utilizare
În prezent, alături de toți compușii arsenului, trioxidul de arsen este clasificat drept toxic și periculos pentru mediu în Uniunea Europeană, prin Directiva CEE nr. 67/548, cu amendamentele succesive.